# مجموعه موتورهای کشت و صنعت رفسنجان
مجموعه موتورهای کشت و صنعت رفسنجان یک منطقهٔ مسکونی در ایران است که در دهستان جازموریان واقع شده‌است. مجموعه موتورهای کشت و صنعت رفسنجان ۹۱ نفر جمعیت دارد.